# Liste der Monuments historiques in Crèvecœur-le-Petit
Die Liste der Monuments historiques in Crèvecœur-le-Petit führt die Monuments historiques in der französischen Gemeinde Crèvecœur-le-Petit auf.

## Liste der Objekte
| Bezeichnung                      | Beschreibung    | Standort                | Kennzeichnung | Schutzstatus | Datum | Bild |
| -------------------------------- | --------------- | ----------------------- | ------------- | ------------ | ----- | ---- |
| Grabdenkmal für Charles du Roger | Kalkstein, 1643 | in der Kirche St-Pierre | PM60000687    | Classé       | 1925  |      |